# Військова кампанія
Військова кампанія або Воєнна кампанія (від фр. campagne, англ. campaign — похід, італ. сат-pagna — поле битви) — етап війни, у ході якого досягається її проміжна мета. У кожній військовій кампанії проводиться низка стратегічних операцій та інших форм військових дій, об'єднаних загальним задумом і що проводяться на одному або декількох стратегічних напрямах або в цілому на континентальному чи морському театрі воєнних дій.
Зазвичай воєнна кампанія має назву на честь певного періоду війни, позначеного календарними рамками (роком, часом року тощо) і визначеного театром воєнних дій. Наприклад, для позначення військової кампанії вживаються назви: літня, зимова, кампанія 1944 року тощо. Військові кампанії, що включають військові дії збройних сил на одному театрі, інколи позначаються географічними назвами; наприклад, Богемська кампанія (1866), Італійська кампанія (1796—97), Французька кампанія (1940), Італійська кампанія (1943—1945) та тощо.
В історії багато воєн іменувалися кампаніями, наприклад австро-прусська кампанія 1866 року, російсько-турецька 1877—1878 року, французько-прусська 1870—1871 року.